# タマラ・ドブソン
タマラ・ドブソン（Tamara Dobson, 1947年5月14日 - 2006年10月2日）はアメリカ合衆国の女優、ファッションモデル。

## 略歴
メリーランド州ボルチモアに生まれ、 メリーランド美術大学でファッション・イラストレーションの学位を取って卒業。身長は 6フィート2インチ (188 cm)もあり、ヴォーグのファッションモデルになった。
何本かのハリウッド映画に出演した彼女の代表作は、ブラックスプロイテーション映画である『ダイナマイト諜報機関/クレオパトラ危機突破』 (1973)と『ダイナマイト諜報機関/クレオパトラカジノ征服』 (1975)。
兄弟のピーター・ドブソンより、彼女は2006年10月2日、ボルチモアにて肺炎と多発性硬化症の合併症で亡くなったと伝えられたことが報じられた。

## 出演作品
- Come Back, Charleston Blue (1972) (クレジットなし)
- 複数犯罪 (1972)
- ダイナマイト諜報機関/クレオパトラ危機突破  (1973)
- ダイナマイト諜報機関/クレオパトラカジノ征服 (1975)
- Norman... Is That You? (1976)
- ワールドシリーズ殺人事件 (TV) (1977)
- Jason of Star Command (TV) (1978-1980;第2シーズンのみ)
- チェーンヒートChained Heat (1983)
- アマゾネス 女戦士の危険な誓い (TV) (1984)